# 月が昇れば
『月が昇れば』（つきがのぼれば）は、斉藤和義13枚目のスタジオ・アルバム。2009年9月16日発売。発売元はSPEEDSTAR RECORDS。規格品番：VICL-63401（別冊ブックレット封入初回盤はVICL-63400）。

## 概要
前オリジナル・アルバム『I ♥ ME』からおよそ2年のブランクを経て発売された。尚、その間にデビュー15周年を記念してベスト・アルバム『歌うたい15 SINGLES BEST 1993〜2007』とシングルのカップリング・コレクション『Collection "B" 1993〜2007』が発売されている。
上記ベスト・アルバム発売後にリリースされたシングルのうち、「やぁ 無情」（2008/09/17発売）、「ドント・ウォーリー・ビー・ハッピー」（2009/05/06発売）、「COME ON!」（2009/08/05発売）が収録された。2008年12月3日発売の「おつかれさまの国」は収録されていない。
収録曲のうち、「やぁ 無情」は武田薬品工業 "アリナミン" のCMソング、「ドント・ウォーリー・ビー・ハッピー」はフジテレビ系列「めざにゅ〜」テーマソングに起用された。また、「Summer Days」は2009年の映画『フィッシュストーリー』エンディング・テーマで、同映画では音楽プロデュースも担当している。
アルバムのタイトル・トラックは存在しないが、「ハローグッバイ」の歌詞中に、「月が昇れば」のフレーズが登場する。
初回生産盤のみ、歌詞ブックレットとは別の撮りおろし写真集が封入され、紙ケース入り。また、リリース当時のプレス分にはCDパッケージ内に「斉藤和義 ライブツアー 2009>>2010 “月が昇れば”」のCD購入者特典チケット先行予約要項が掲載されたフライヤーと、先行シングル「COME ON!」と連動したプレゼント応募要項が記載されたフライヤーの2枚が封入されている。
本アルバムと同時発売で、過去のライブ・アルバム4作品と企画アルバム『紅盤』、『I ♥ ME』がデジパック且つ特殊なCDプレーヤーでなくても高音質再生が可能とされるスーパー・ハイ・マテリアルCD仕様で限定発売された。ライブ盤は個別発売のほか、CD-BOX『LIVE ALBUM SPECIAL BOX』（VIZL-340）にも収められている。

## 収録曲
| 全作詞・作曲: 斉藤和義（#6, 作詞: 斉藤和義、中島信也）、全編曲: 斉藤和義。 |                                        |                                            |                                            |      |
| #                                                                          | タイトル                               | 作詞                                       | 作曲・編曲                                 | 時間 |
| 1.                                                                         | 「COME ON!」                           | 斉藤和義（#6, 作詞: 斉藤和義、 中島信也 ） | 斉藤和義（#6, 作詞: 斉藤和義、 中島信也 ） | 4:48 |
| 2.                                                                         | 「LOVE & PEACE」                       | 斉藤和義（#6, 作詞: 斉藤和義、 中島信也 ） | 斉藤和義（#6, 作詞: 斉藤和義、 中島信也 ） | 2:59 |
| 3.                                                                         | 「映画監督」                           | 斉藤和義（#6, 作詞: 斉藤和義、 中島信也 ） | 斉藤和義（#6, 作詞: 斉藤和義、 中島信也 ） | 3:41 |
| 4.                                                                         | 「ドント・ウォーリー・ビー・ハッピー」 | 斉藤和義（#6, 作詞: 斉藤和義、 中島信也 ） | 斉藤和義（#6, 作詞: 斉藤和義、 中島信也 ） | 4:08 |
| 5.                                                                         | 「後悔シャッフル」                     | 斉藤和義（#6, 作詞: 斉藤和義、 中島信也 ） | 斉藤和義（#6, 作詞: 斉藤和義、 中島信也 ） | 5:58 |
| 6.                                                                         | 「やぁ 無情」                          | 斉藤和義（#6, 作詞: 斉藤和義、 中島信也 ） | 斉藤和義（#6, 作詞: 斉藤和義、 中島信也 ） | 4:30 |
| 7.                                                                         | 「天国の月」                           | 斉藤和義（#6, 作詞: 斉藤和義、 中島信也 ） | 斉藤和義（#6, 作詞: 斉藤和義、 中島信也 ） | 5:26 |
| 8.                                                                         | 「Phoenix」                            | 斉藤和義（#6, 作詞: 斉藤和義、 中島信也 ） | 斉藤和義（#6, 作詞: 斉藤和義、 中島信也 ） | 4:49 |
| 9.                                                                         | 「Bitch!」                             | 斉藤和義（#6, 作詞: 斉藤和義、 中島信也 ） | 斉藤和義（#6, 作詞: 斉藤和義、 中島信也 ） | 1:47 |
| 10.                                                                        | 「Summer Days」                        | 斉藤和義（#6, 作詞: 斉藤和義、 中島信也 ） | 斉藤和義（#6, 作詞: 斉藤和義、 中島信也 ） | 5:49 |
| 11.                                                                        | 「ハローグッバイ」                     | 斉藤和義（#6, 作詞: 斉藤和義、 中島信也 ） | 斉藤和義（#6, 作詞: 斉藤和義、 中島信也 ） | 5:05 |
| 12.                                                                        | 「アンコール」                         | 斉藤和義（#6, 作詞: 斉藤和義、 中島信也 ） | 斉藤和義（#6, 作詞: 斉藤和義、 中島信也 ） | 4:00 |
| 合計時間:                                                                  | 合計時間:                              | 53:00                                      |                                            |      |

### 解説
1. COME ON!
2. LOVE & PEACE
3. 映画監督
4. ドント・ウォーリー・ビー・ハッピー]
5. 後悔シャッフル
6. やぁ 無情
7. 天国の月
8. Phoenix
  - 忌野清志郎を念い書き下ろされた楽曲[1]。最初、出来上がった曲の仮タイトルはスタジオに置いてあったフィリックス・ザ・キャット・ガムから「フィリックス 」（Felix）となり、転じて「フェニックス」（Phoenix）に。Phoenixの意味する不死鳥が忌野のようなイメージであったため、忌野についての歌になった。歌詞はアルバム中で一番スラスラ書けたという[2]。
9. Bitch!
10. Summer Days
11. ハローグッバイ
12. アンコール

## 関連作品
- COME ON!
斉藤“弾き語り”和義 ライブツアー2009≫2010 十二月 in 大阪城ホール 〜月が昇れば 弾き語る〜 - ライヴ音源
- 映画監督
斉藤“弾き語り”和義 ライブツアー2009≫2010 十二月 in 大阪城ホール 〜月が昇れば 弾き語る〜 - ライヴ音源
- ドント・ウォーリー・ビー・ハッピー
斉藤“弾き語り”和義 ライブツアー2009≫2010 十二月 in 大阪城ホール 〜月が昇れば 弾き語る〜 - ライヴ音源
- やぁ 無情
斉藤“弾き語り”和義 ライブツアー2009≫2010 十二月 in 大阪城ホール 〜月が昇れば 弾き語る〜 - ライヴ音源
- 天国の月
斉藤“弾き語り”和義 ライブツアー2009≫2010 十二月 in 大阪城ホール 〜月が昇れば 弾き語る〜 - ライヴ音源
- Summer Days
斉藤“弾き語り”和義 ライブツアー2009≫2010 十二月 in 大阪城ホール 〜月が昇れば 弾き語る〜 - ライヴ音源
- アンコール
斉藤“弾き語り”和義 ライブツアー2009≫2010 十二月 in 大阪城ホール 〜月が昇れば 弾き語る〜 - ライヴ音源